# 千禧公園
千禧公園（英語：Millennium Park）又稱千禧年公園，是位在美國伊利諾州芝加哥洛普區的一座大型公園。本公園是密西根湖湖畔重要的文化娛樂中心，含蓋整個格蘭特公園西北邊24.5英畝（99,000平方）的土地。該地區曾經被伊利諾中央鐵路當作停車場使用。據芝加哥市政府統計顯示，千禧公園於2016年之旅客到訪人數約有2千5百萬人次，是美國中西部人氣最高的旅遊景點。
公园下方为千禧車站。

## 历史
公園從1997年10月開始規劃，1998年10月開始建造，2004年7月16日啟用，但比計畫中的進度落後了4年。大約有30萬人參加為期3天的開幕音樂會。千禧公園啟用至今已經得到無障礙與綠色設計等獎項。本公園是屬於免費入場的性質。 千禧公园每天上午 8:00 至晚上 9:00 开放。

## 延伸閱讀
- Sinkevitch, Alice (编). .  2nd. Harcourt Books. 2004. ISBN 0-15-602908-1.

## 外部連結
- （英文）千禧公園地圖
- （英文）芝加哥洛普區市區地圖
- （英文）千禧公園官方手冊
- （英文）芝加哥市千禧公園
- （英文）存檔（页面存档备份，存于）《芝加哥論壇報》（Chicago Tribune）
- （英文）存檔（页面存档备份，存于）《芝加哥讀者報》（Chicago Reader）
- （英文）千禧公園的數位照片（页面存档备份，存于）芝加哥公共圖書館